# Estación de Hägendorf
La estación de Hägendorf es una estación ferroviaria de la comuna suiza de Hägendorf, en el Cantón de Soleura.

## Historia y situación
La estación de Hägendorf fue inaugurada en el año 1876 con la puesta en servicio del tramo Olten - Soleura de la línea Olten - Lausana, también conocida como la línea del pie del Jura.
Se encuentra ubicada en el sur del núcleo urbano de Hägendorf. Cuenta con un andén central al que acceden dos vías pasantes, a las que hay que sumar otras dos vías pasantes. En la salida de la estación hacia Lausana existen un par de derivaciones para acceder a unas industrias.
En términos ferroviarios, la estación se sitúa en la línea Olten - Lausana, que prosigue hacia Ginebra y la frontera francosuiza, conocida como la línea del pie del Jura. Sus dependencias ferroviarias colaterales son la estación de Wangen bei Olten hacia Olten y la estación de Egerkingen en dirección Lausana.

## Servicios ferroviarios
Los servicios ferroviarios de esta estación están prestados por SBB-CFF-FFS:

### Regional
- R Biel/Bienne - Soleura - Olten. Cuenta con trenes cada hora en ambos sentidos.
- R Olten - Soleura - Langendorf (- Oberdorf). Servicios cada hora entre Olten y Langendorf, siendo algunos trenes prolongados hasta Oberdorf.